# 임시원
임시원(1987년 ~ )은 대한민국의 가수다. 2015년 자작곡 '낯선 하루'로 데뷔했다.

## 방송
- 히든싱어 3 (2014) - 이재훈 편 4위

## 음반
- 낯선 하루 (2015)
- 들어줄게요 (2019)